# Corval
Corval  ist eine portugiesische Gemeinde, Freguesia, im Kreis Reguengos de Monsaraz, mit einer Fläche von 96,4 km² und 1308 Einwohnern (Stand 19. April 2021).

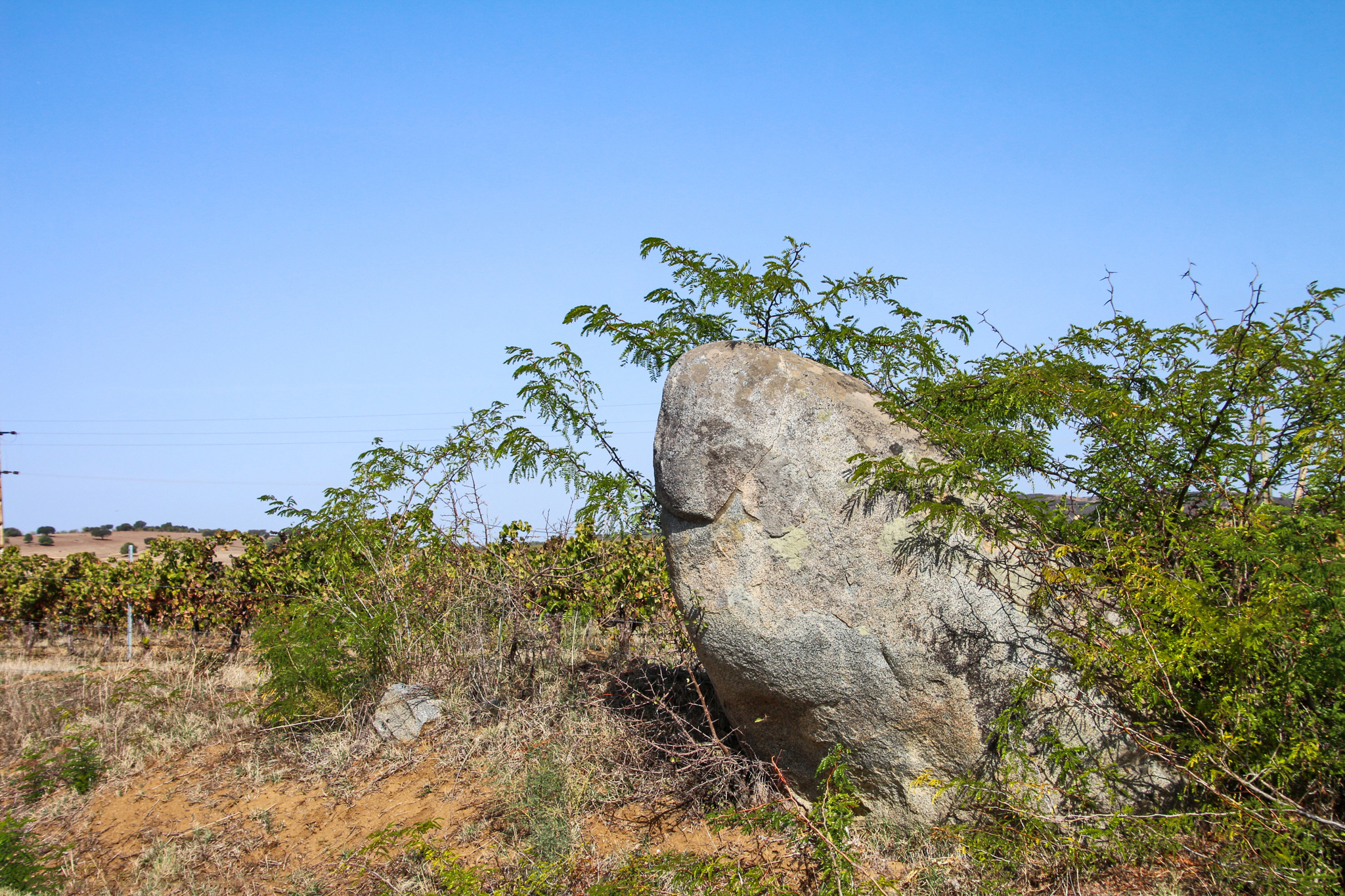
Menhir von Santa Margarida

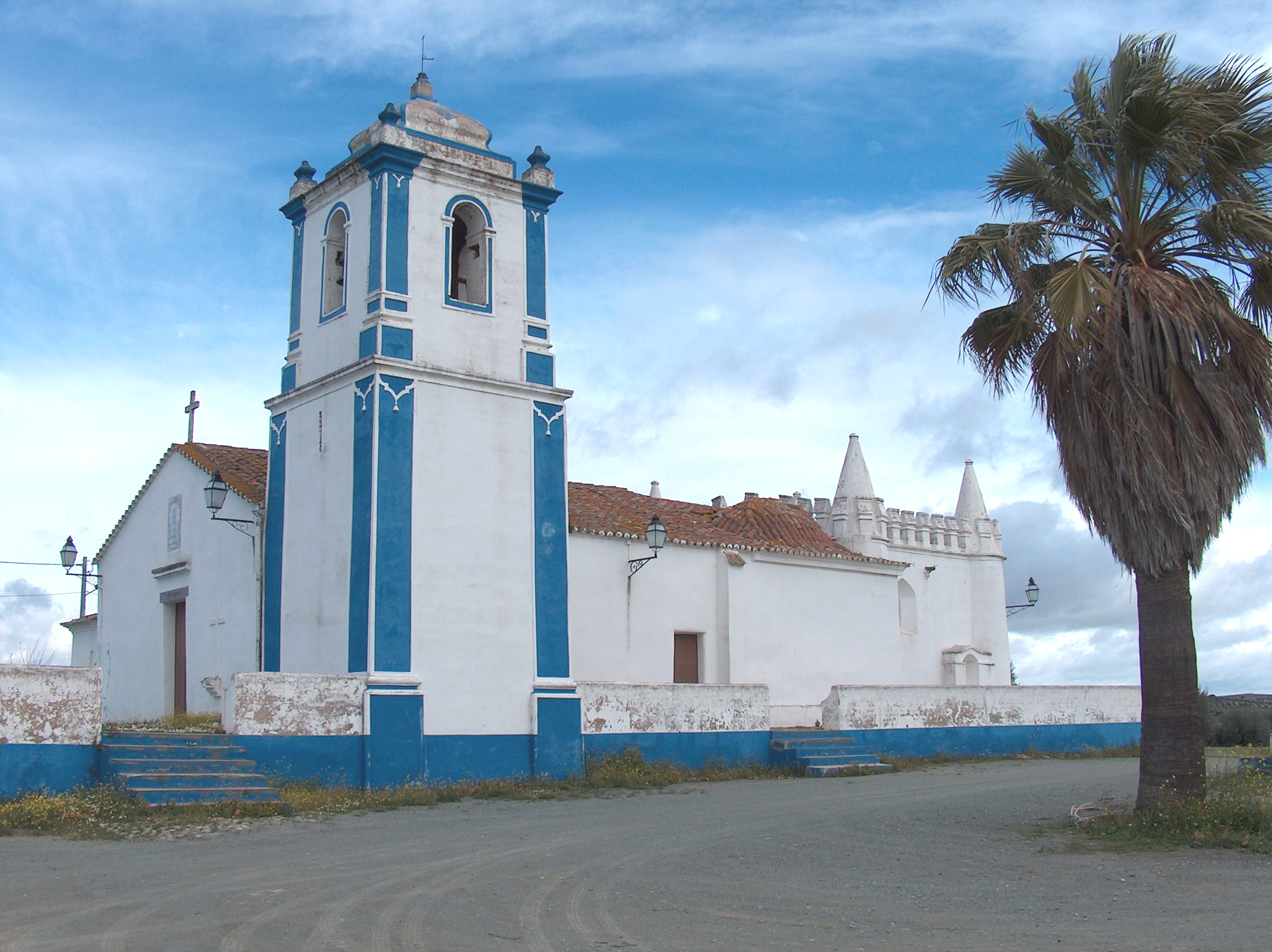
Kapelle de Nossa Senhora do Rosário

Die Einwohnerdichte beträgt 13,6 pro km².
Die Gemeinde lebt von Viehzucht, Landwirtschaft und Olivenanbau.
Der Menhir von Santa Margarida ist ein schief stehender Granitblock, ohne Bearbeitungsspuren mit einer Höhe von etwa 3,2 m und ovaler Grundfläche. Auf der Nord- und Westseite zeigt er 25 Schälchen.